# 9532 Abramenko
9532 Abramenko este un asteroid din centura principală de asteroizi.

## Descriere
9532 Abramenko este un asteroid din centura principală de asteroizi. A fost descoperit pe 7 septembrie 1981 la Observatorul de Astrofizică din Crimeea de Liudmila Karacikina. El prezintă o orbită caracterizată de o semiaxă mare de 2,59 ua, o excentricitate de 0,18 și o înclinație de 10,2° în raport cu ecliptica.